# 344 هـ
344 هـ هي سنة في التقويم الهجري امتدت مقابلةً في التقويم الميلادي بين سنتي 955 و956.

## مواليد
- العزيز بالله حاكم الدولة الفاطمية في أواخر القرن الرابع الميلادي. توفي (386 هـ).
- أبو حامد الإسفراييني

## وفيات
- أبو عمرو بن السماك
- نظام الدين الشاشي